# Acacia paniculata
Acacia paniculata é uma espécie de leguminosa do gênero Acacia, pertencente à família Fabaceae.